# Idioscopus vulneratus
Idioscopus vulneratus är en insektsart som beskrevs av Freytag och Knight 1966. Idioscopus vulneratus ingår i släktet Idioscopus och familjen dvärgstritar. Inga underarter finns listade i Catalogue of Life.